# 天気雨

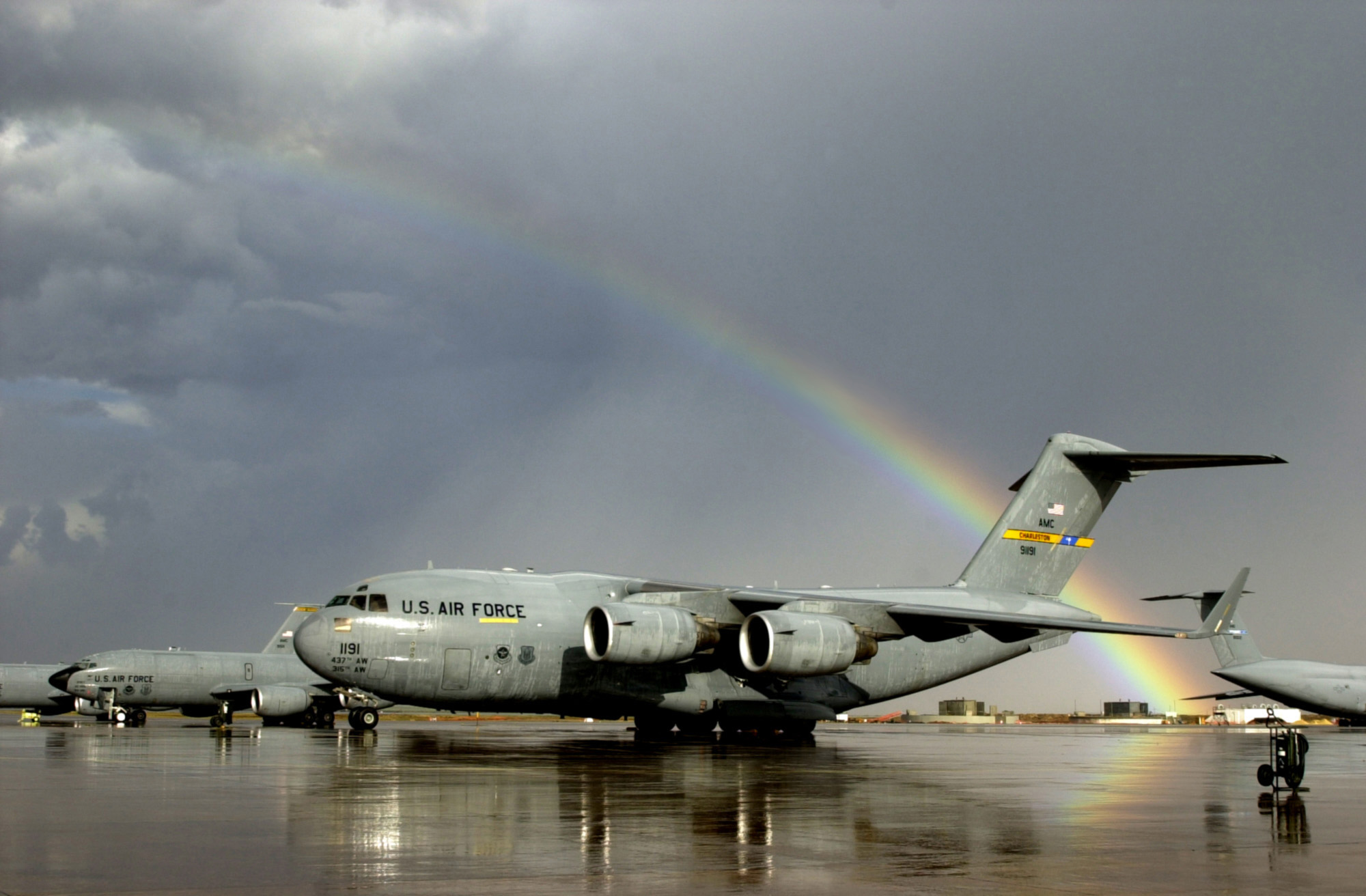
天気雨直後の様子

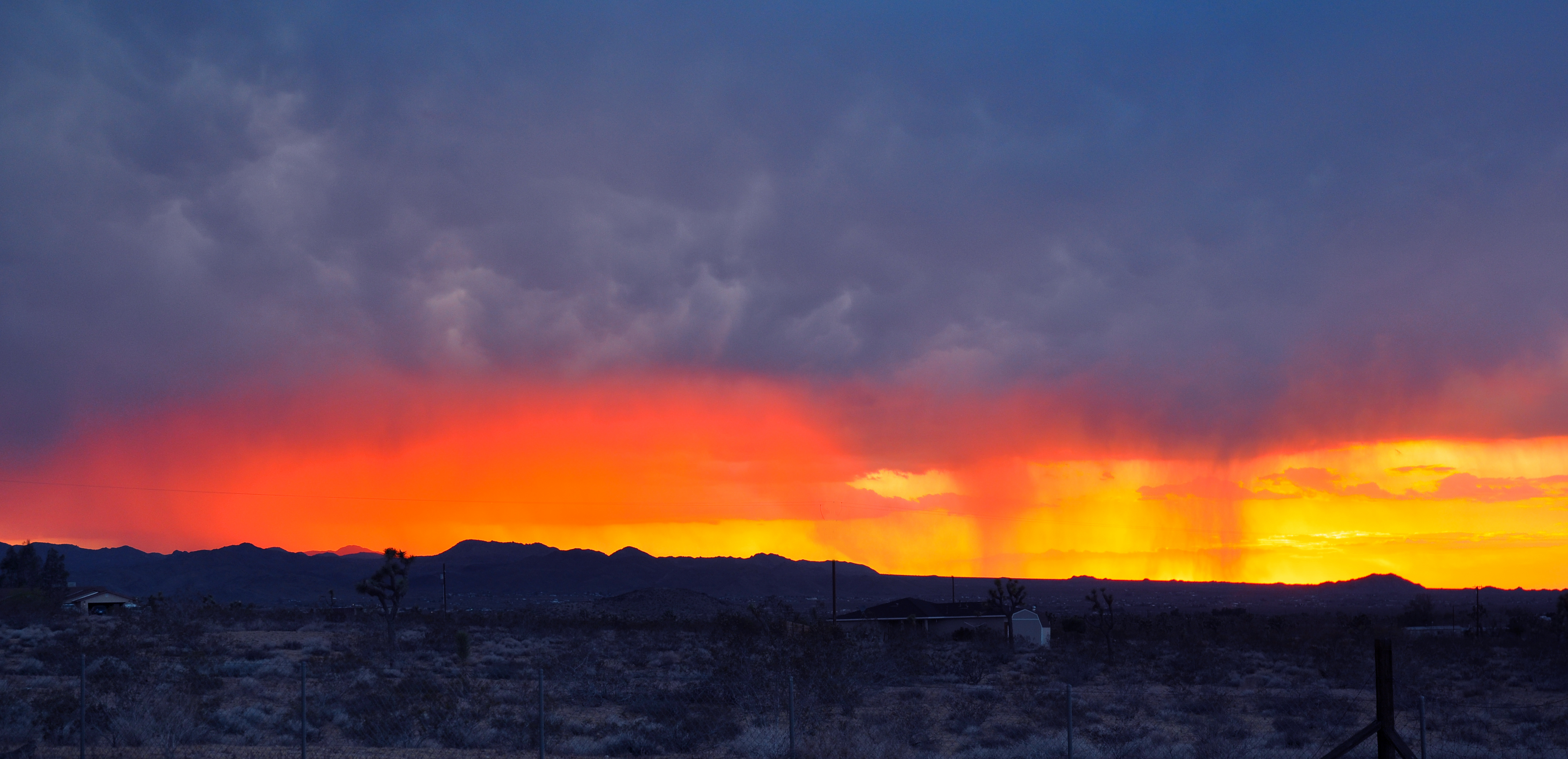
日没時の天気雨

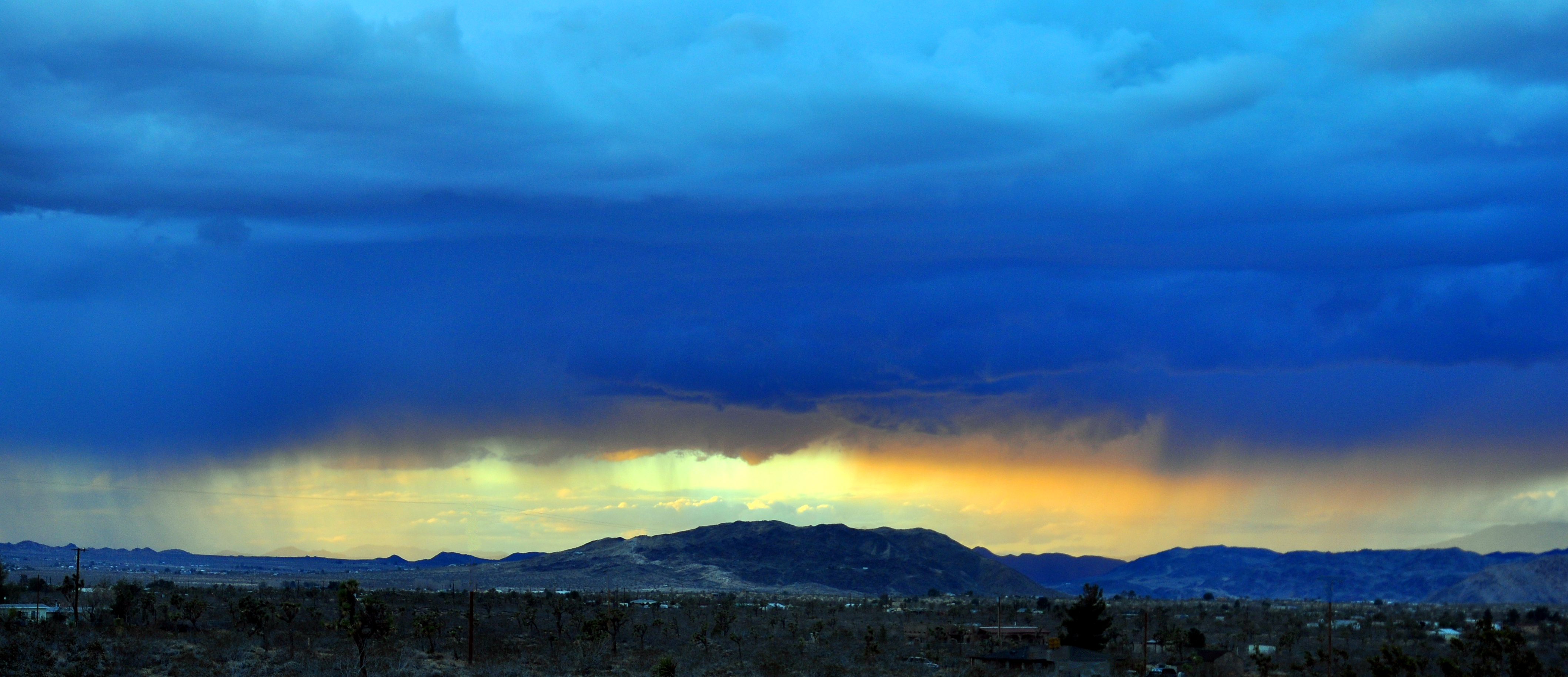
日没時の天気雨

天気雨（てんきあめ）とは、気象の1つである。晴天にもかかわらず雨が降っている状態を指す。又は通り雨を指す。

## 概要
理由は主に3つある。
一つ目は、雨粒が地面に到達するまでに雨雲が消滅・移動した場合である。特に雲が積乱雲だと、降雨後長くても1時間程度で雲が消えるため、天気雨が発生しやすい。
二つ目は、遠方で降った雨が強い横風に流されることで天気雨になることもある。特に山間部では、山越えの際に雲が消えてしまうので、山越えの風に雨粒だけが乗って飛んでくることになり、その場合、天気雨を見ることができる。
三つ目は、小さな雲が雨をふらせた場合である。小さな雲のため、周りが晴れていれば、天気雨になることがある。
必然的に日光が雨に当たりやすいため、通常の雨天よりも虹を観察できる可能性が高い。

## 名称
天気雨という名称は、天気（＝晴天）なのに降る雨ということからついた。同義語としては日照雨（ひでりあめ）という呼び方もある。また、雲が消えて雨だけが降る状態から、雨を涙と喩えた呼び方もある（「涙雨」「天泣」など）。
沖縄県では比較的日常的にみられる現象で、方言でティーダアミ（太陽雨）と呼ばれている。

## 俗信
天気雨に関する俗信は世界各地に存在する。代表的なものは天気雨と動物の結婚を結びつけるもので、日本の「狐の嫁入り」の他、アフリカでは猿やジャッカル、アラビア語圏の一部では鼠、ブルガリアの一部では熊、大韓民国では虎が結婚するとされる。イタリアのカラブリア州・サレント半島やイギリス南西部では日本と同じく狐が結婚すると言われる。因みに日本の「狐の嫁入り」は「晴れの日に滾々（コンコン）と降る」という意味の駄洒落でもある。（要出典）
ベラルーシ、ポーランド、ロシア、ウクライナの間に位置するポレーシエ地方では、「ユダヤ人の婚礼」、「ジプシーの婚礼」、あるいは「悪魔の婚礼」とされており、動物ではこんな日に嫁入りするのは狐、狼、熊だと言われている。つまり、スラヴでは天気雨の日に婚礼を挙げるのはふつうの人間ではないと考えられていることになる。
また悪魔や魔女と結びつける俗信もあり、トルコでは天気雨のときに悪魔が結婚するとされ、ポーランドでは魔女がバターを作っているという伝承がある。

## ギャラリー

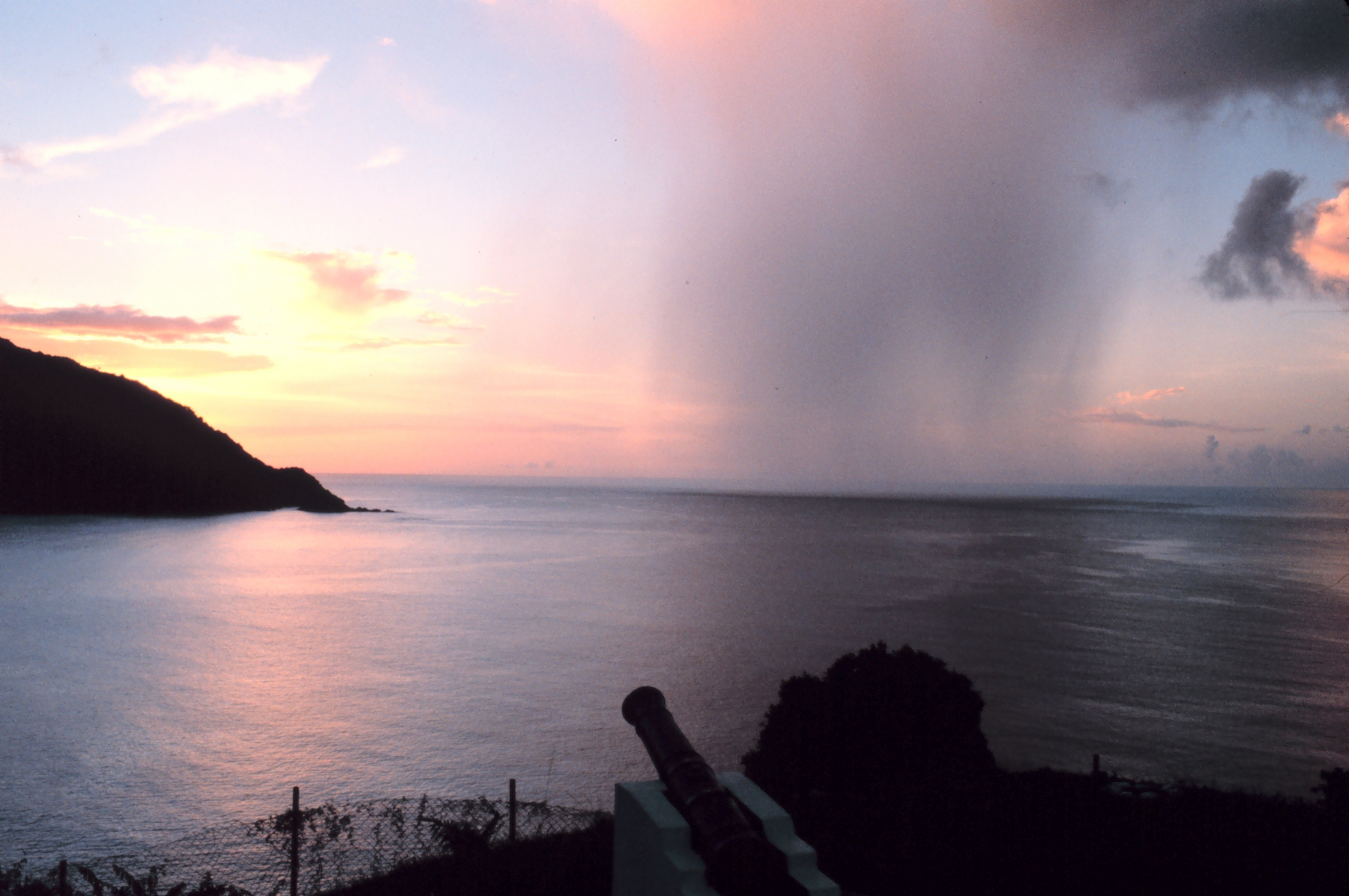
日没時の局地的な豪雨
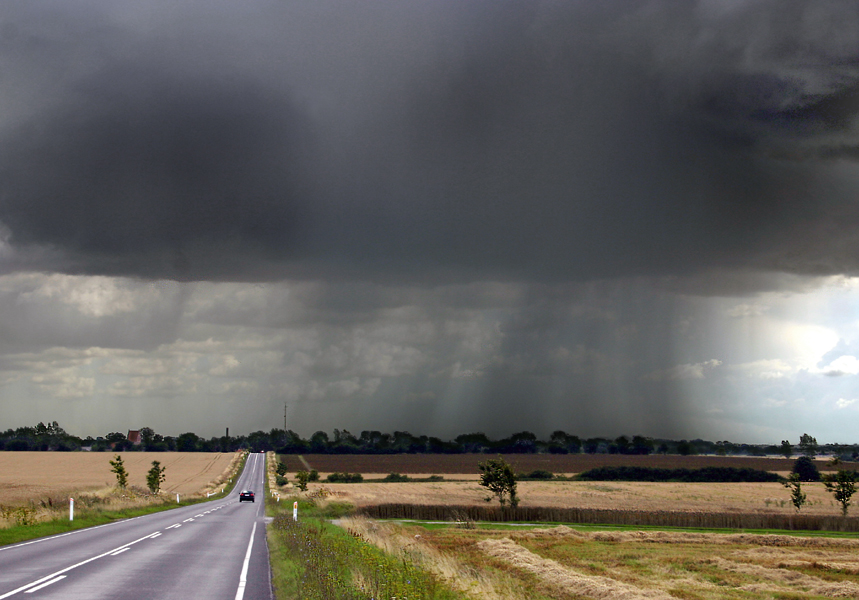
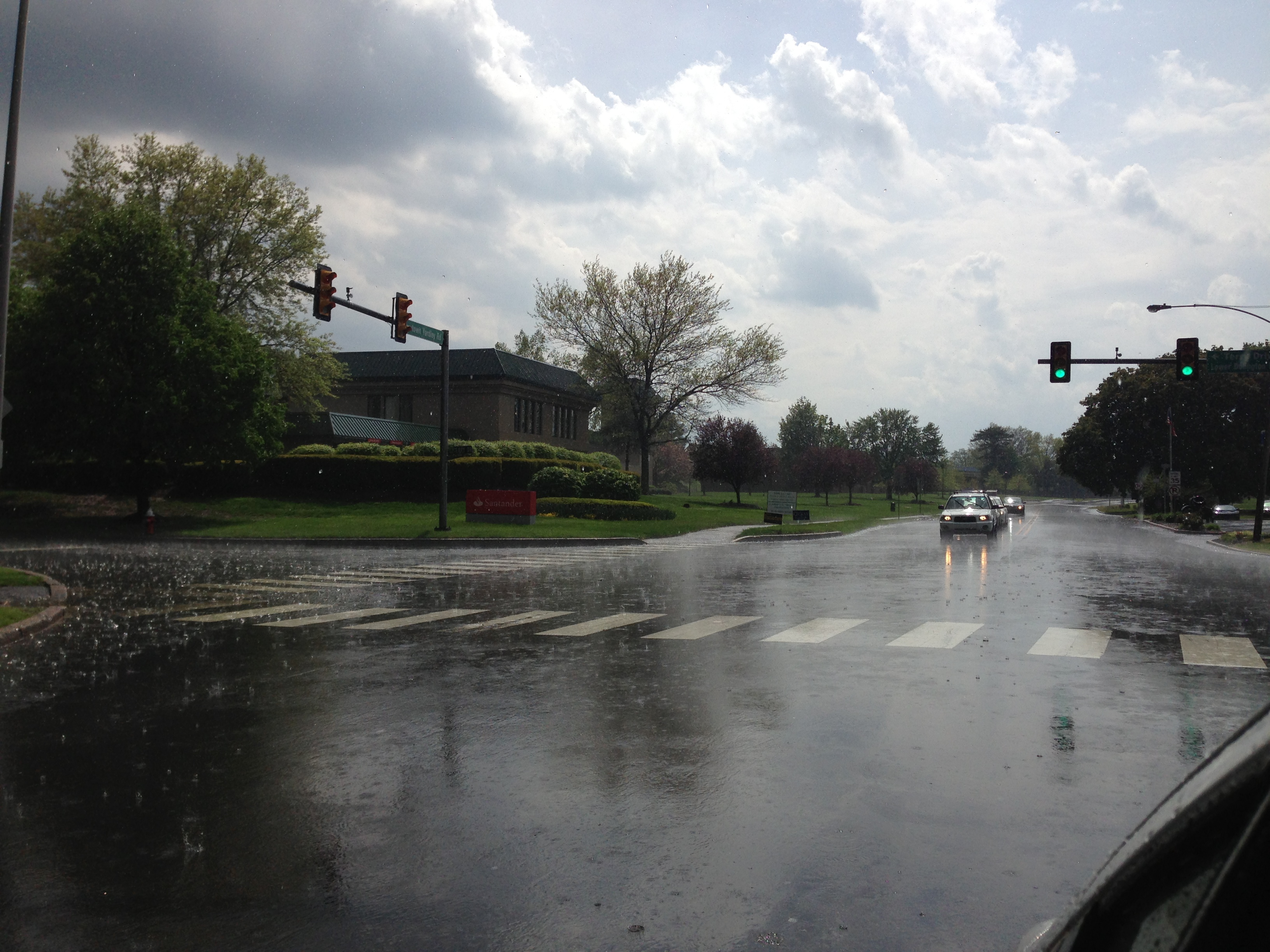
晴れた日の豪雨
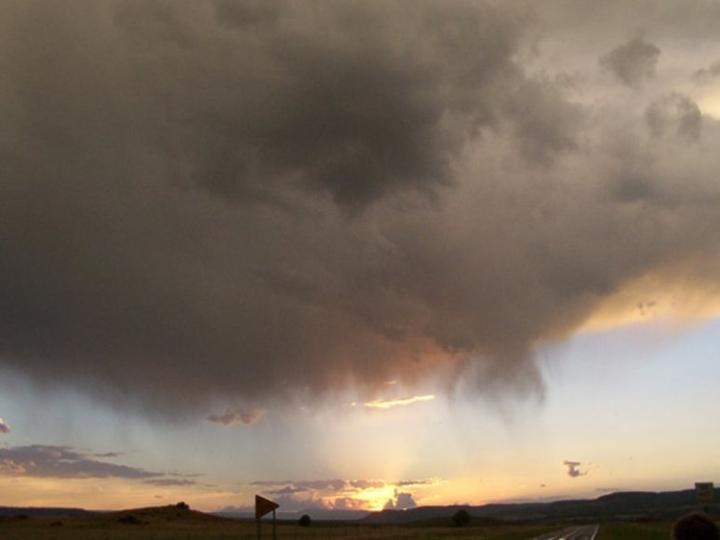